# Evgeny Tarelkin
Evgeny Igorevich Tarelkin (em russo:  Евгений Игоревич Тарелкин;  Oblast de Chita, 29 de dezembro de 1974) é um ex-cosmonauta e capitão da Força Aérea Russa. Integrando o corpo de cosmonautas da Roskosmos desde 2003,  onde cumpriu o treinamento básico por dois anos após servir na força área, ele foi ao espaço pela primeira vez em 23 de outubro de 2012, integrando a tripulação da na nave Soyuz TMA-06M, para uma missão de longa duração a bordo da Estação Espacial Internacional, onde se encontra no momento.
Na ISS, ele integrou a tripulação das Expedições 33 e 34 do programa conjunto de habitação da estação entre a NASA e a Roskosmos, retornando à Terra em 16 de março de 2013, após 143 dias no espaço.